# Ricardo Flores Magón

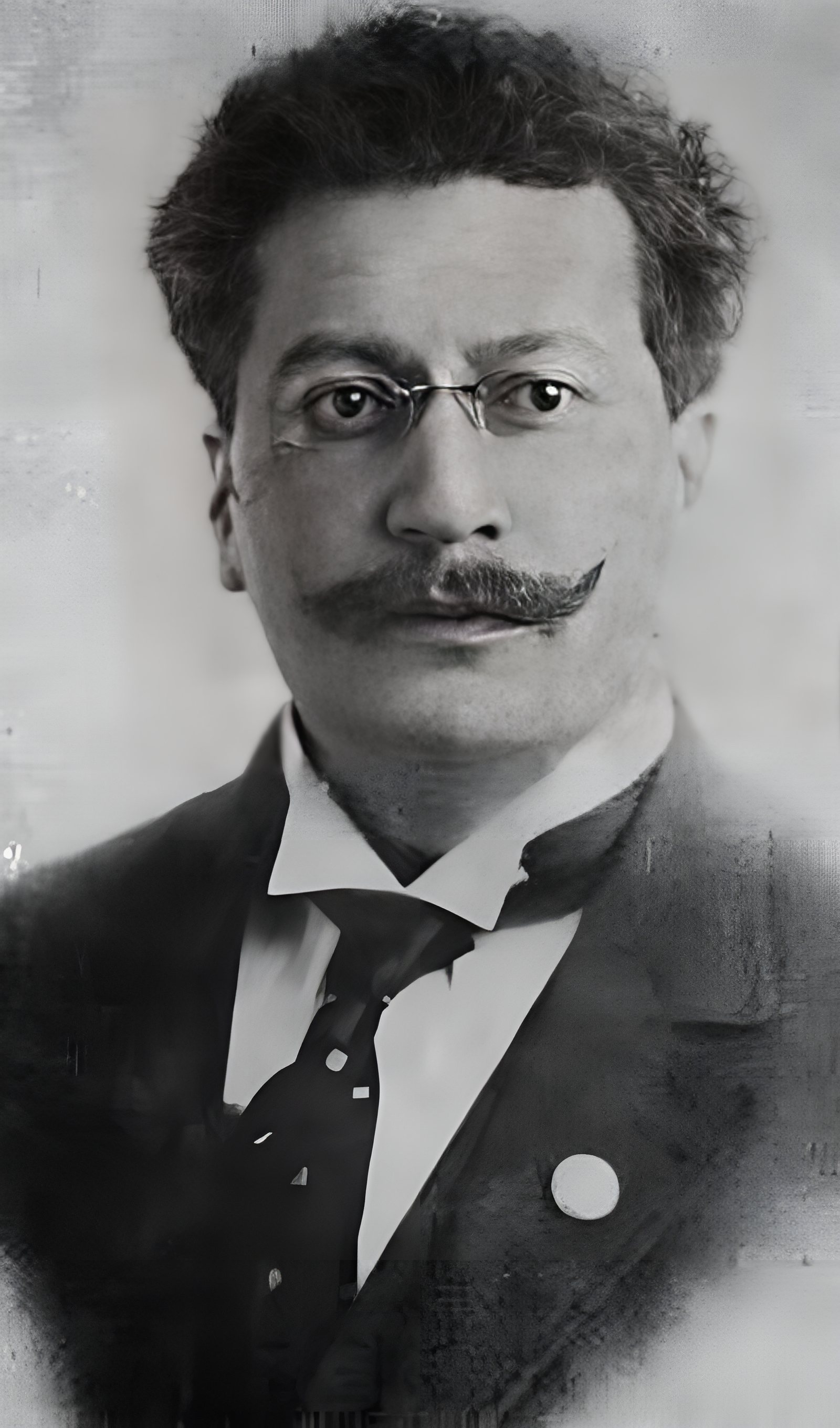
Ricardo Flores Magón

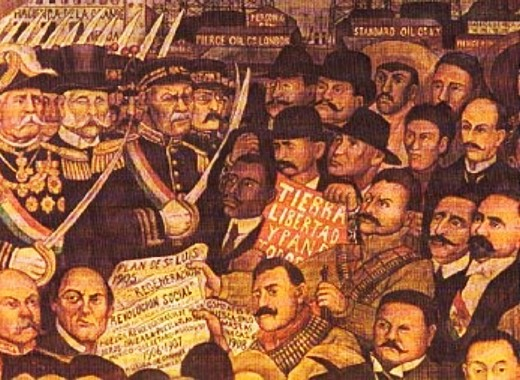
Mexikanische Revolutionäre, Magón in der Mitte anführend, gegen die Diktatur von Porfirio Diaz, Ausschnitt des Gemäldes „Tierra y Libertad“ von Idelfonso Carrara (?) von 1930.

Ricardo Flores Magón (* 16. September 1874 in San Antonio Eloxochitlán im mexikanischen Bundesstaat Oaxaca; † 22. November 1922 im Bundesgefängnis Leavenworth im US-amerikanischen Bundesstaat Kansas) war als Journalist, Gewerkschafter und Literat ein führender anarchistischer Theoretiker und Aktivist, der die revolutionäre mexikanische Bewegung radikal beeinflusste. Magón war Gründer der Partido Liberal Mexicano und Mitglied der Industrial Workers of the World.

## Politische Biografie

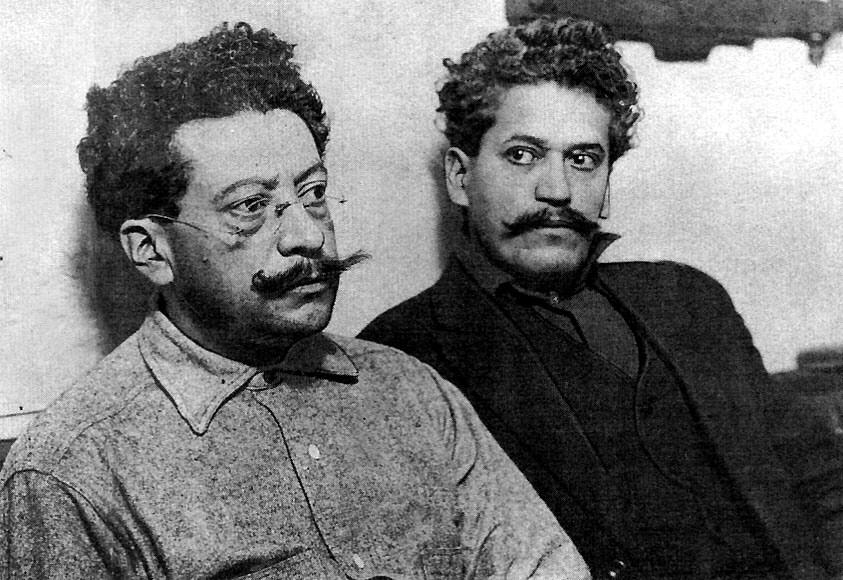
Die Brüder Ricardo (links) und Enrique Flores Magón (rechts) vor dem Los Angeles County Jail, 1917

Journalistisch und politisch kämpfte er und sein Bruder sehr kompromisslos gegen die Diktatur Porfirio Diaz. Philosophisch und politisch orientiert an radikal anarchistischen Idealen und den Erfahrungen seiner indigenen Vorfahren bei der gemeinschaftlichen Bewirtschaftung des Gemeindelandes, machte er die Forderung „Land und Freiheit“ (Tierra y Libertad) populär. Besonders Francisco Villa und Emiliano Zapata griffen die Forderung Land und Freiheit auf. Seine Philosophie hatte großen Einfluss auf die Landarbeiter. 1904 floh er in die USA und gründete 1906 die Partido Liberal Mexicano. Im Exil lernte er u. a. Emma Goldman kennen. Er verbrachte die meiste Zeit seines Lebens in Gefängnissen und im Exil und wurde 1918 in den USA wegen „Behinderung der Kriegsanstrengungen“ zu zwanzig Jahren Gefängnis verurteilt. Zu seinem Tod gibt es drei verschiedene Theorien. Offiziell starb er an Herzversagen. Librado Rivera, der die Leiche mit eigenen Augen gesehen hat, geht davon aus, dass Magón von einem Mitgefangenen erdrosselt wurde. Die staatstreue Gewerkschaftszeitung CROM veröffentlichte 1923 einen Beitrag, nachdem Magón von einem Gefängniswärter erschlagen wurde.

## Magóns Vorstellungen von einem libertären Sozialismus
Magón entwarf einen auf indigenen Traditionen beruhenden kollektiven Anarchismus, der das Denken früher Anarchisten mit einschloss. Neben Michail Bakunin und Pierre-Joseph Proudhon sowie Elisée Reclus, Charles Malato, Errico Malatesta, Anselmo Lorenzo, Emma Goldman, Fernando Tarrida del Mármol und Max Stirner, weist sein Denken große Parallelen zu Peter Kropotkin auf.
Flores Magón beschäftigte sich ebenso mit den Schriften von Karl Marx und Henrik Ibsen.

## Magonistas Bedeutung heute
Neben der zapatistischen Bewegung in Chiapas beziehen sich heute u. a. der „Indigene Volksrat von Oaxaca - Ricardo Flores Magón“ CIPO-RFM und die „Union der Indigenen Gemeinden der Nordzone des Isthmus“ UCIZONI auf das magonistische Denken.
„Er war einer der Gründerväter der »Liberalen Mexikanischen Partei« und entwickelte sich zu einem führenden Theoretiker und Propagandisten des kollektiven Anarchismus. Anders als Zapata eignete sich Magón nicht zur herrschaftlichen Adaption. Er nahm die Erfahrungswelt indigener Kollektivstrukturen in seine Vorstellung eines libertären Sozialismus auf. Magón sah sich als Antiimperialist und Internationalist zugleich, seine Anhänger, die Magonistas prägten die Parole »Tierra y Libertad«, die erst später von der zapatistischen Bewegung aufgegriffen wurde und bis heute das Programm der meist indigenen Landarbeiter auf den Punkt bringt.“ - Walter Hanser, junge welt

## Schriften
- Ricardo Flores Magón: Anarchokommunismus und die mexikanische Revolution. Syndikat A, Moers 2010.
- Ricardo Flores Magón: Tierra y Libertad. Ausgewählte Texte. (Klassiker der Sozialrevolte Bd. 11) Münster: Unrast 2005 ISBN 3897719088
- Ricardo Flores Magón: Dreams of Freedom: A Ricardo Flores Magón Reader. Hrsg.: Chaz Bufe, Mitchell Cowen Verter. AK Press, Stirling 2005, ISBN 978-1-904859-24-6 (englisch).

## Sekundärliteratur
- Rubén Trejo: Magonismus. Theorie und Praxis in der Mexikanischen Revolution 1910-1913. Syndikat A, Moers 2006.
- Ward S. Albro: Always a Rebel: Ricardo Flores Magón and the Mexican Revolution. Texas Christian University Press, 1992, ISBN 978-0-87565-281-8 (englisch).
- Colin MacLachlan: Anarchism and the Mexican Revolution: The Political Trials of Ricardo Flores Magón in the United States. University of California Press, 1991, ISBN 978-0-520-07117-9 (englisch).
- John M. Hart: Anarchism and the Mexican Working Class, 1860-1931. University of Texas Press, 1987, ISBN 978-0-292-70400-8 (englisch).
- James D. Cockcroft: Mexico's Revolution Then and Now. Monthly Review Press, 2010, ISBN 978-1-58367-224-2 (englisch).